# Cusihuiriachi
Cusihuiriachi (del Idioma tarahumara: estandarte vertical o palo erecto) es una población del estado mexicano de Chihuahua, en la antigüedad fue uno de los más importantes centros de población de la región donde se encuentra asentada, fue además un importante y rico centro minero, que sin embargo en la actualidad es una localidad considerada prácticamente como un pueblo fantasma, debido a su escasa población. Es sin embargo, cabecera del Municipio de Cusihuiriachi, que integra como unidad política un territorio mucho mayor y a varias localidades de mayor población.

## Historia

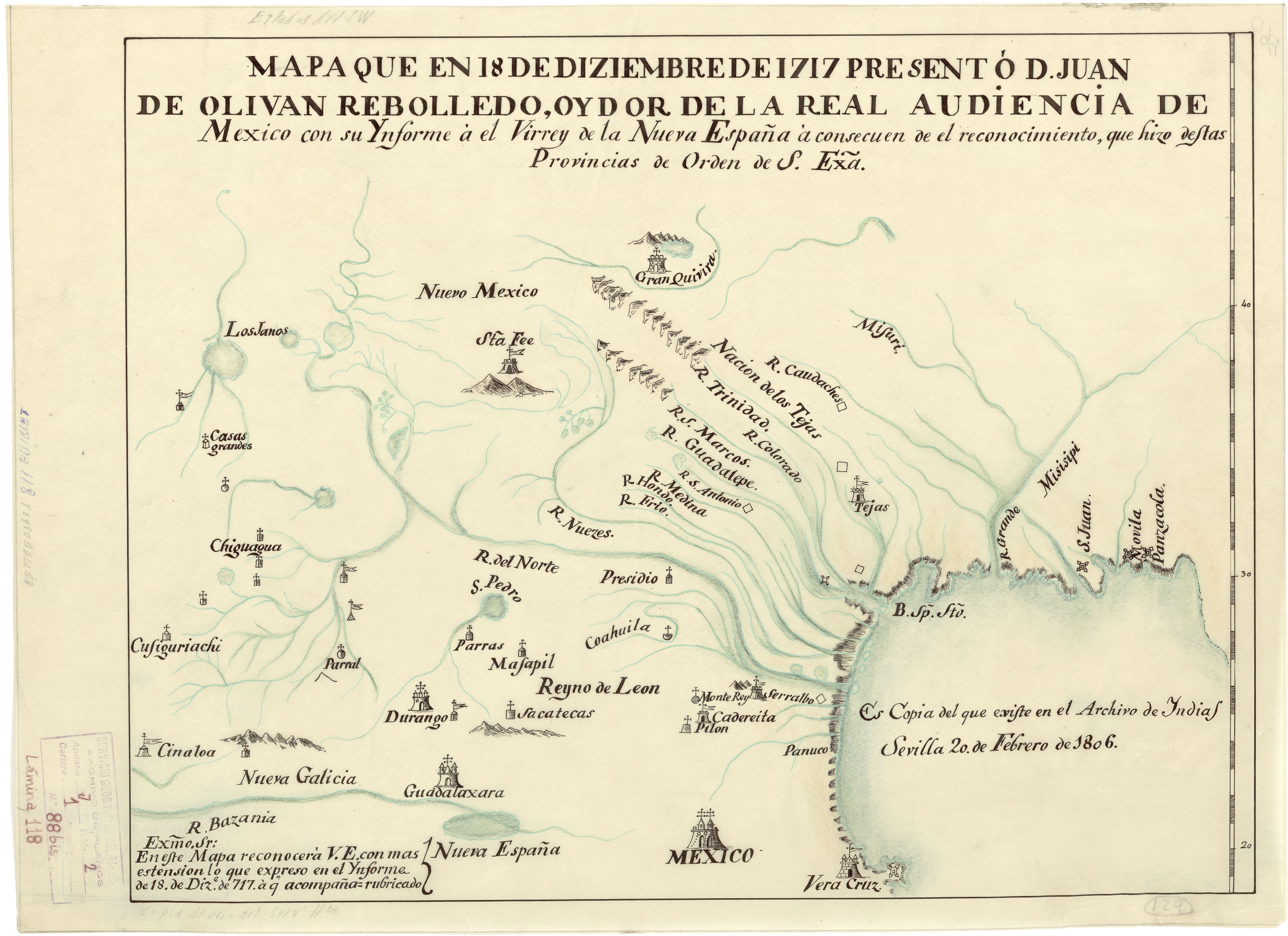
Cusihuiriachi en un mapa virreinal de 1717

Los orígenes de Cusihuiriachi se remontan al año de 1687, cuando Antonio Rodríguez denunció el descubrimiento de vetas de plata que denominó San Bernabé, la riqueza de las minas atrajo a una enorme cantidad de habitantes, que hizo que en menos de un año fuera una importante población, por lo cual el 13 de enero de 1688 el gobierno español constituyó a Cusihuiriachi en una alcaldía mayor con el nombre de Santa Rosa de Cusihuiriachi, siendo nombrado como primer alcalde mayor de la nueva población el general Marcos Fernández de Castañeda por el gobernador de la Nueva Vizcaya, Juan Isidro de Pardiñas. Cusihuiriachi fue el centro político de la región, que incluía una extensa zona de la Sierra Madre Occidental, que ahora es denominada como Alta Tarahumara.
El desarrollo de la población continuó durante la época de México independiente, siendo una de las principales poblaciones del estado de Chihuahua, el 5 de enero de 1826 la primera Constitución de Chihuahua constituyó a Cusihuiriachi en cabecera de uno de los once partidos en que se dividió al estado, lo cual denotaba su gran importancia y riqueza, daba por la explotación de plata, que continuo a lo largo de todo el siglo XIX, sin embargo, a inicios del siglo XX y sobre todo con los acontecimientos derivados de la Revolución mexicana significaron el cese de la explotación minera en Cusihuiriachi y con ella la ruina económica de la población.

## Actualidad
Actualmente Cusihuiriachi es una pequeña población, que según el Conteo de Población y Vivienda de 2005 cuenta con 78 habitantes, la mayor parte de ellos como parte de la administración municipal, que aún reside en el pueblo y constituye la única actividad económica de la población, además de mínimas actividades mineras, debido a que la explotación se mantiene suspendida por ser incosteable económicamente, Cusihuiriachi cuenta aún con muchos edificios, algunos ya en ruinas, que hablan de su pasado de bonanza económica, en 1998 el Congreso de Chihuahua le modificó su nombre por el de Cusihuirachi de Salvador Zubirán, en honor del médico mexicano Salvador Zubirán Anchondo, fundador del Instituto Nacional de Nutrición que es oriundo del pueblo, sin embargo, la población rechazó el cambio y el decreto fue anulado.